# Округ Кларк (Мисури)
Округ Кларк (енгл. Clark County) је округ у америчкој савезној држави Мисури.

## Демографија
По попису из 2010. године број становника је 7.139, што је 277 (-3,7%) становника мање него 2000. године.
| Група             | 2000.         | 2010.         |
| Белци             | 7.294 (98,4%) | 6.978 (97,7%) |
| Афроамериканци    | 5 (0,1%)      | 19 (0,3%)     |
| Азијати           | 5 (0,1%)      | 23 (0,3%)     |
| Хиспаноамериканци | 52 (0,7%)     | 42 (0,6%)     |
| Укупно            | 7.416         | 7.139         |